# ألاميديا
بلدية ألاميديا (بالإسبانية: Alamedilla) هي بلدية تقع في مقاطعة غرناطة التابعة لمنطقة أندلوسيا جنوب إسبانيا.

## الديموغرافيا
بلغ عدد سكان بلدية ألاميديا 704 نسمة عام 2011 (وفقاً للمعهد الوطني الإسباني للإحصاء).
| 1.007 | 947 | 864 | 811 | 777 | 721 | 704 |

## أعلام
- فرانسيسكو مارتوس